# Municipio de Akeley
El municipio de Akeley (en inglés: Akeley Township) es un municipio ubicado en el condado de Hubbard en el estado estadounidense de Minnesota. En el año 2010 tenía una población de 551 habitantes y una densidad poblacional de 6,18 personas por km².

## Geografía
El municipio de Akeley se encuentra ubicado en las coordenadas 47°1′27″N 94°44′19″O / 47.02417, -94.73861. Según la Oficina del Censo de los Estados Unidos, el municipio tiene una superficie total de 89.19 km², de la cual 81,07 km² corresponden a tierra firme y (9,11 %) 8,12 km² es agua.

## Demografía
Según el censo de 2010, había 551 personas residiendo en el municipio de Akeley. La densidad de población era de 6,18 hab./km². De los 551 habitantes, el municipio de Akeley estaba compuesto por el 97,64 % blancos, el 0,18 % eran afroamericanos, el 0,36 % eran amerindios, el 0,18 % eran de otras razas y el 1,63 % eran de una mezcla de razas. Del total de la población el 1,09 % eran hispanos o latinos de cualquier raza.